# Kisvárda FC
O Kisvárda Futball Club é um clube de futebol húngaro localizado em Kisvárda. Disputa a primeira divisão do campeonato húngaro de futebol. As cores da equipe são o vermelho e o branco.

## História
O Kisvárda FC, mais tarde conhecida como Várda SE, foi fundado em 1911 como Kisvárdai Sport Egyesület (KSE) . Os trabalhadores da vila apoiaram o novo clube doando um campo ao lado do mercado. O apoio financeiro veio dos comerciantes da vila, que ajudaram muito nos estágios iniciais do clube. Em 1953, seu estádio atual, o Várkerti sporttelep foi construído. 
O clube foi restabelecido em 26 de outubro de 1971.
Desde a temporada 2013-14, o nome oficial do clube é Kisvárda-Master Good FC.
Na temporada 2017-18 da segunda divisão, o Kisvárda terminou em segundo lugar e foi promovido para a primeira divisão de 2018-19. 
Em 21 de julho de 2018, o primeiro jogo da primeira divisão foi disputado contra o Videoton FC, na Pancho Aréna . O Kisvárda foi derrotado por 4-0.
Em 30 de julho de 2018, Elemér Kondás foi demitido após duas derrotas consecutivas na temporada 2018-19.
O Kisvárda foi eliminado pelo Ferencváros nas oitavas de final da Copa da Hungria de 2018-19 com placar agregado de 1-3. 